# Перший секретар Комуністичної партії Грузії
Перший секретар Комуністичної партії Грузії (рос. Первый секретарь ЦК Компартии Грузии; груз. საქართველოს სსრ კომუნისტური პარტიის პირველი მდივანი) була керівною посадою в Комуністичній партії Грузії за радянських часів. Його лідери відповідали за багато справ у Грузії і вважалися лідером Грузинської Радянської Соціалістичної Республіки. Багато з її лідерів були відомими за межами країни та були відомими радянськими лідерами, зокрема Лаврентій Берія та Едуард Шеварднадзе
Список перших секретарів Комуністичної партії Грузії.
- Мамія Орахелашвілі (березень 1921 — квітень 1922)
- Михайло Окуджава (квітень 1922 — 22 жовтня 1922)
- Віссаріон Ломінадзе (25 жовтня 1922 — серпень 1924)
- Михайло Кахіані (серпень 1924 — травень 1930)
- Леван Гогоберідзе (травень 1930–19 листопада 1930)
- Самсон Мамулія (20 листопада 1930 — 11 вересня 1931)
- Лаврентій Картвелішвілі (11 вересня — 14 листопада 1931)
- Лаврентій Берія (14 листопада 1931 — 18 жовтня 1932) (1-й раз)
- Петро Агніашвілі (18 жовтня 1932 — 15 січня 1934)
- Лаврентій Берія (15 січня 1934 — 31 серпня 1938) (2-й раз)
- Кандід Чарквіані (31 серпня 1938 — 2 квітня 1952)
- Акакій Мгеладзе (2 квітня 1952 — 14 квітня 1953)
- Олександр Мірцхулава (14 квітня — 19 вересня 1953)
- Василь Мжаванадзе (20 вересня 1953 — 29 вересня 1972)
- Едуард Шеварднадзе (29 вересня 1972 — 6 липня 1985)
- Джумбер Патіашвілі (6 липня 1985 — 14 квітня 1989)
- Гіві Гумбарідзе (14 квітня 1989 — 7 грудня 1990)
- Автанділ Маргіані (7 грудня 1990 — 19 лютого 1991)
- Джемал Мікеладзе (20 лютого — 26 серпня 1991)